# Lasiocladus
Lasiocladus là chi thực vật có hoa trong họ Acanthaceae.